# Mallodon
Genre
Mallodon est un genre d'insectes coléoptères de la famille des Cerambycidae.

## Liste d'espèces
Selon Catalogue of Life (4 oct. 2013) :
- Mallodon arabicum
- Mallodon baiulus
- Mallodon chevrolatii
- Mallodon columbianum
- Mallodon dasystomum
- Mallodon downesii
- Mallodon linsleyi
- Mallodon spinibarbe
- Mallodon vermiculatum